# 秒速5公分
《秒速5公分》（日语：秒速5センチメートル）是由新海誠執導的2007年日本動畫電影，也是他繼《星之聲》和《雲之彼端，約定的地方》之後的第三部商業動畫。本片分为三個篇章：「櫻花抄」、「太空人」和「秒速5公分」。本片開頭，男孩貴樹和小學同班的女孩明里是一對親密的朋友，但在畢業後因搬家而分隔兩地。「櫻花抄」描述國中時貴樹在搬到種子島前最後一次探訪明里，並意圖表達心意，「太空人」講述貴樹搬到種子島後，被當地女孩花苗暗戀的故事，「秒速5公分」則闡述貴樹長大後孤寂的心境。
新海誠前兩部作品皆是帶有科幻色彩的戀愛故事，此次他決定捨棄科幻元素，講述一則簡單但感動人心的故事，片名《秒速5公分》指的是櫻花落下的速度。新海誠將許多真實景色畫成動畫背景，並為此花了一個月以上的時間勘景，取景。企劃於2005年6月啟動，動畫製作自2005年9月開始，2007年1月全片完成，前後耗時約1年5個月。本片的結尾使用蒙太奇手法，並搭配山崎將義的經典歌曲One more time, One more chance，新海誠希望藉此引出觀眾切身的感受。
本片於2007年3月3日在東京澀谷的Cinema Rise首映，並陸續在日本各地上檔。本片廣受影評人和動漫愛好者的好評，並著重稱讚電影的畫面水準和情感刻畫，但主角大量的內心獨白受到一些批評。本片榮獲亞洲太平洋電影獎的最佳動畫長片獎，並于多個國際影展上放映。本片的影碟銷量也很亮眼，在亞馬遜日本的榜單上名列前茅。目前本片已有改編小說、漫畫和朗讀劇問世，并有预计于2025年秋天上映的真人电影版。

## 劇情
故事發生在1990年代初期至2000年代中期的日本，遠野貴樹與篠原明里原為同班好友，自小學畢業之後，兩人因搬家而再未相逢。分隔兩地的兩人，以書信保持往來，直到貴樹得知自己將隨家人搬到與明里間隔更遠的種子島，於是兩人約定了再見面的時間。計畫好的行程，卻遇上暴風雪。之後兩人都已長大，各有各的生活，但對彼此的思念卻長留心中。
本片由三個故事構成，分別是「櫻花抄」描述貴樹和明里的相處及在中學的重逢；「太空人」描述高中同學花苗視角下的貴樹與明里分別後的生活；「秒速5厘米」描述成年後他們各自的生活和貴樹內心的徬徨。

### 「櫻花抄」
1990年代中期的東京，小學生遠野貴樹和篠原明里是在四年級相識的朋友，兩人都比較內向，不喜運動，且都熱愛閱讀。六年級時，兩人在平交道約定，明年還要再來賞櫻。兩人原本考上同一所中學，但在小學畢業前夕，明里突然因父母工作關係要轉校至栃木縣岩舟町，她無奈地透過電話告知貴樹，貴樹難以抑制情緒，還未安慰對方，便中斷通話。自此，兩人之間產生距離，畢業典禮最後一次見面後就各奔東西，僅以書信聯絡。升上初中後的第一年冬天，因父母工作關係需轉校到鹿兒島縣種子島的貴樹，眼看與明里的距離就要變得更遠，於是與明里在信中約定，在轉學前的數天乘坐電車到岩舟站見面。貴樹將各種心情都寫在一封信裡，打算在相見時交給對方。
到了他們約定的三月四日，貴樹在下午四點左右出發，與明里約好七點在岩舟站候車室見面。他先從豪德寺站坐車前往新宿站，於新宿站搭上埼京線，在大宮站轉宇都宮線，最後在小山站轉兩毛線前往岩舟站。搭乘宇都宮線時，電車開始因大雪而連連延誤，在小山站等待轉車時，他那寫滿心意的信也被風雪吹走。等他抵達時，已是十一點多，卻見心心念念的明里仍在候車室裡等他。兩人前往車站附近的櫻花樹，在樹下接吻，並在一旁的農舍依偎着過夜。隔天一早，雪停了，貴樹馬上就要搭車回家。明里在車站送他離開，以「我想貴樹你將來一定沒有問題的」一句話同他告別，隨後電車門關上。明里也沒能將寫好的信交給貴樹。

### 「太空人」
高中生澄田花苗是種子島鹿兒島縣立中種子高等學校的學生，自中學以來就喜歡上從東京轉校過來的遠野貴樹，卻對這份戀情感到痛苦，無法表白，只有經常刻意和貴樹在同一時間走同一條路回家。貴樹對她始終很溫柔，讓她感到更加難過。知道貴樹要前往東京升讀大學後，花苗也感到時間的壓力。花苗以衝浪為興趣，但因其對貴樹的單戀和對未來的迷茫，種種心結令她始終無法乘上浪頭。
這段時間，貴樹一直想像着和明里看著異世的光景，並反覆輸入沒有任何收信人的簡訊。在島上山丘深思時，花苗跑到他身旁，兩人開始聊天。貴樹表示自己一直都有很多煩惱，而他想先做自己能做的。這番話啟發了花苗，心態一經轉換，果然順利乘上了浪頭。當天她下定決心要向貴樹告白，放學後兩人走在同一條路上，花苗的機車故障，只好表示要獨自回家，但貴樹主動陪他一起走。花苗在貴樹身後，情緒不斷累積，終於無法承受貴樹的溫柔而哭泣起來。就在貴樹不知所措時，日本的探索衛星從種子島宇宙中心發射。壯觀的景象令花苗頓悟，貴樹看的，是比她還要遙遠的東西。最後花苗並未表達心意，因為她清楚即使自己永遠喜歡他，兩人也不會有結果。

### 「秒速5厘米」
貴樹大學畢業後，選擇獨自回到小學時居住的東京工作，但不知為何，他的心好像被甚麼束縛了一樣。2008年2月2日，交往3年的女朋友水野主動傳來分手簡訊，表示她雖然愛著他，但兩人的距離也不會因千封短信而拉近。由于貴樹失去女友，再加上他始終掛念明里卻又無法相遇，他為逃避這份無力而全心投入程序员工作，心靈逐漸疲乏，最終毅然辭職，沒事時便經常遊走於東京各處，以及曾與明里一同經過的地方。同時，明里將與他人結婚，在車站同父母道別，搭乘電車前往東京，並因先前整理物品時發現以前貴樹寄來的信和當年寫好卻沒交給貴樹的信，而想到當年兩人重逢的那晚。最後的片段使用蒙太奇手法，以One more time, One more chance為配樂，不斷穿插貴樹、明里、花苗和水野在過去和現在的片段。最終，貴樹和明里在小時候曾約定的平交道上偶然擦身而過，但在電車自兩人間通過後，明里先行離開了。而貴樹也得以釋然，決定瀟灑地轉身，向他的未來走去。

## 登場人物
遠野貴樹（聲：水橋研二）
篠原明里（聲：近藤好美「櫻花抄」 / 尾上綾華「秒速5公分」）
澄田花苗（聲：花村美）
水野理紗（聲：水野理紗）
另有其他多名聲優參與配音，包含寺崎裕香、中村祐子、岩崎征實、內藤玲、下崎紘史、平野貴裕、中川玲、井關佳子、井上優、加古臨王、中村梨香、鮭延未可、新鹿由美子，以及齋藤由香子（根據片尾製作人員名單順序）。

## 製作團隊
取自片尾製作人員名單：
| 主要                                                                             |
| -------------------------------------------------------------------------------- |
| - 導演、分鏡、演出、角色原案：新海誠 - 作畫監督、角色設計：西村貴世 - 音樂：天門 |

| 作畫 |
| --- |
| - 作畫監督補佐、動畫檢查：文賢熙 - 原畫：西村貴世、文賢熙、箕輪博子、大城勝、、原由美子、細田直人、田澤潮 |

| 美術、加工 |
| --- |
| - 美術監督、色彩設計：新海誠 - 美術背景：丹治匠、馬島亮子、島田美菜子、石井弓、金井真悟、竹內良貴、廣澤晃、、新海誠 - 攝影、剪輯：新海誠 - 攝影補佐：川上晃範、三上菜子 - 3DCG：竹內良貴、新海誠 - 3DCG建模：竹內良貴、佐藤佑太 - 數位製作&膠捲製作：IMAGICA |

| 錄音、配樂 |
| --- |
| - 音響監督：新海誠 - 配音演出：三矢雄二 - 音響效果：加藤昭二、鋤柄務 - 錄音室： - 配音錄音室：東京電視中心 - 主題曲：One more time, One more chance - 作詞、作曲：山崎將義 - 編曲：森俊之 - 演唱：山崎將義 - 樂曲提供： - - 作詞： - 作曲、編曲：川添智久 - - 作詞： - 作曲、編曲： |

| 出品 |
| --- |
| - 制作：新海誠、CoMix Wave Films - 發行、宣傳：CoMix Wave Films - 宣傳製作人：遠田尚美 - 製作統籌：伊藤耕一郎 - 企劃管理人：川口典孝 - 製作、著作權所有：新海Creative、CoMix Wave、CoMix Wave Films |

## 前期製作

### 開端
2004年年末，新海誠為前作《雲之彼端，約定的地方》奔走宣傳，至2005年4月大致告一段落。拜《雲之彼端，約定的地方》大獲成功所賜，新海誠和製作團隊得以自由決定下一部作品。新海誠自2005年6月開始新作企劃，並透露打算製作幾個以現代為舞台的短篇作品，並希望能輕鬆且放慢步調地做。
新海誠選用較為罕見的「連作短篇集」（連作短編）形式。最初的想法是先寫下一些題材各異的隨筆文章，再挑出容易影像化的幾則故事，簡單地製成短片。短片原定10支左右，每部大約長5分鐘，無論形式還是主題都可以自由發揮，也可以使用不同的世界觀，預計耗時幾個月。後來因為考慮到製作時間和經費等因素，新海誠改變計畫，從一開始想到的10支短片中，挑出世界觀較為相近的3支重新修改成一部作品。然而實際開始作業後，這部連作短篇集變得有機會在電影院上映，新海誠希望能讓觀眾在花費金錢和時間後得到看完一部電影的滿足感，所以放棄將各形各色的短片湊在一起上映的想法。儘管最後成品是一個連貫的故事，新海誠仍將之分成3段、保留連作短篇的形式。新海誠表示，這3支短片可以合起來當成一部電影來看，但是片長拆短的話「可以很容易進入人們的生活」。
新海誠打算把在《星之聲》和《雲之彼端，約定的地方》中用過的機甲或科幻要素拋在一旁，製作一部「簡單到不行」的作品。他再次以「兩人心靈的距離或是速度」為主題，不過他表示，《秒速5公分》只有聚焦於這個主題上、沒有任何其他要素，探討「明明兩人沒有受到任何的阻隔，但為什麼關係還是會改變」。新海誠覺得不加入其他要素雖然會顯得很簡單，但反而能做出很有張力的作品，也因此選了單純只有表示速度的「秒速5公分」為片名。新海誠表示，本片的作品主題是以整體的速度為主，除了片名《秒速5公分》指的是女主角明里在電影開頭提到的櫻花瓣落下的速度外，也和其他的許多速度有關，像是電車的速度、信件寄送的速度、以及貴樹和明里之間感情的速度。

### 構思與籌備
2005年6月前後，新海誠開始為新作品取景，到2005年10月時他已進行了數次耗時的現場勘景，並持續作畫。他稱本片是以比以前更著重於取景的方式進行，他花在出外景取材的時間約有一個月。故事的舞台設定在現實世界，藉由呈現真實存在的地點，新海誠認為這樣可以讓觀眾將角色投射到自己身上，進而更容易融入劇情。
第1話的主要舞台是栃木縣岩舟町，新海誠表示，選擇該地有三個理由，第一是當地與東京有「距離感」，第二是「岩舟（Iwafune）」這個詞念起來的感覺很棒，第三則是看上車站的觀感。岩舟町的取景地包含兩毛線沿線的的岩舟站，新海誠和西村等人大約在2005年9月1日到該地走了一趟，外景隊在當地住了一晚，這一趟拍了4000多張照片。岩舟站在劇中出現的季節是冬天，不過新海誠取景時是盛夏，所以冬天時的景象由他們自行想像。新海誠於2015年透過Twitter承認，將岩舟站作為舞台有向岩井俊二電影《花与爱丽丝》（開頭場景在岩舟站拍攝）致敬的意味。貴樹所搭的電車因為大雪一再誤點，新海誠自己也有過因為大雪而被困在車上一晚的經驗。
對於劇中另一主要舞台種子島，新海誠在2005年春天就去過該地一趟，同年10月他又和工作人員至該地取景兩個星期。2006年冬天時新海誠自己一人在種子島待了一個月，發現了許多原本不知道的事情，像是島上沒有電車、學生大多騎學校指定的Honda Super Cub機車上學（即是貴樹騎的車款）、當地很適合也很流行衝浪等等，並實際去看了火箭升空。取景的收穫對第2話的劇情造成蠻大的改變。在種子島取材時，新海誠問一些當地人有沒有看過火箭發射，有婦女說她們在田裡工作時有看到，彷彿對她們來說是家常便飯一般。花苗就讀的高中有個衝浪社，這在島上也沒什麼好稀奇的。綜合這些，新海誠認為這是座「非日常以普通的形式存在」的島嶼，相當有魅力。「太空人」的高潮是貴樹和花苗在回家路上看見火箭從種子島宇宙中心發射。設定集中稱，在熟悉的光景中加入異於平常的事件，讓花苗的失戀更具戲劇性。
主角貴樹在種子高等學校參加的是弓道社，新海誠在高校時代也是弓道社的，所以知道怎麼作畫。至於貴樹加入弓道社的原因，新海誠認為是因為貴樹一直注視著相隔甚遠的戀人，每天都看著「目標」的他很適合弓道社。新海誠也認同貴樹其實心不在射箭，而是在想明里的說法，證據是他在射箭的時候都面無表情。第3話的主場景是東京，因為工作室本來就在東京，所以沒有特別派人去取景。根據新海誠的說法，工作人員是「隨興地走在街頭，看到適合讓貴樹出現的地方，就用相機拍下來，作為作品的基礎」。本作的結束方式和一般娛樂作品不同，結尾搭配著One more time, One more chance，景色不斷流轉卻不描繪劇情。對此新海誠表示，要不要這麼做的確讓他猶豫許久，但最後他認為《秒速5公分》應該「不是讓觀眾來到作品的世界，而是作品將手伸向觀眾，從中拉出一些什麼來的感覺」，決定用日常的光景讓觀眾投射自己的內心。或許觀眾評價不一，但新海誠仍堅信那是最好的作法。
比起「單純的風景」，新海誠更想刻畫有人物在內的情境，最明顯的案例是第二話的花苗。新海誠指出，雖然花苗的愛情是絕望且無可救藥的感傷故事，但只要退一步看，花苗所處的情境其實相當美麗。即使她本人痛苦不已，也仍是美麗圖畫的一部分，而他想描繪的就是這種「人在美麗風景裡」的感覺。新海誠也在2017年回述，對於電影本身，他的想法是將登場角色們置於美麗的電影當中，藉此用「你也是美的一部份」的肯定態度來激勵觀眾。然而事與願違，上映後不少觀眾表示「根本是一味地悲傷」、「衝擊過大導致無法從電影院座位起身」，新海誠出於反省而動筆寫了小說版，欲將第三話的結尾補完。他稱：「《秒速5公分》是我為了給人打氣而製作的，當時還真沒想到會被一些人叫做『憂鬱系動畫』。不過我覺得很榮幸。」

## 動畫製作

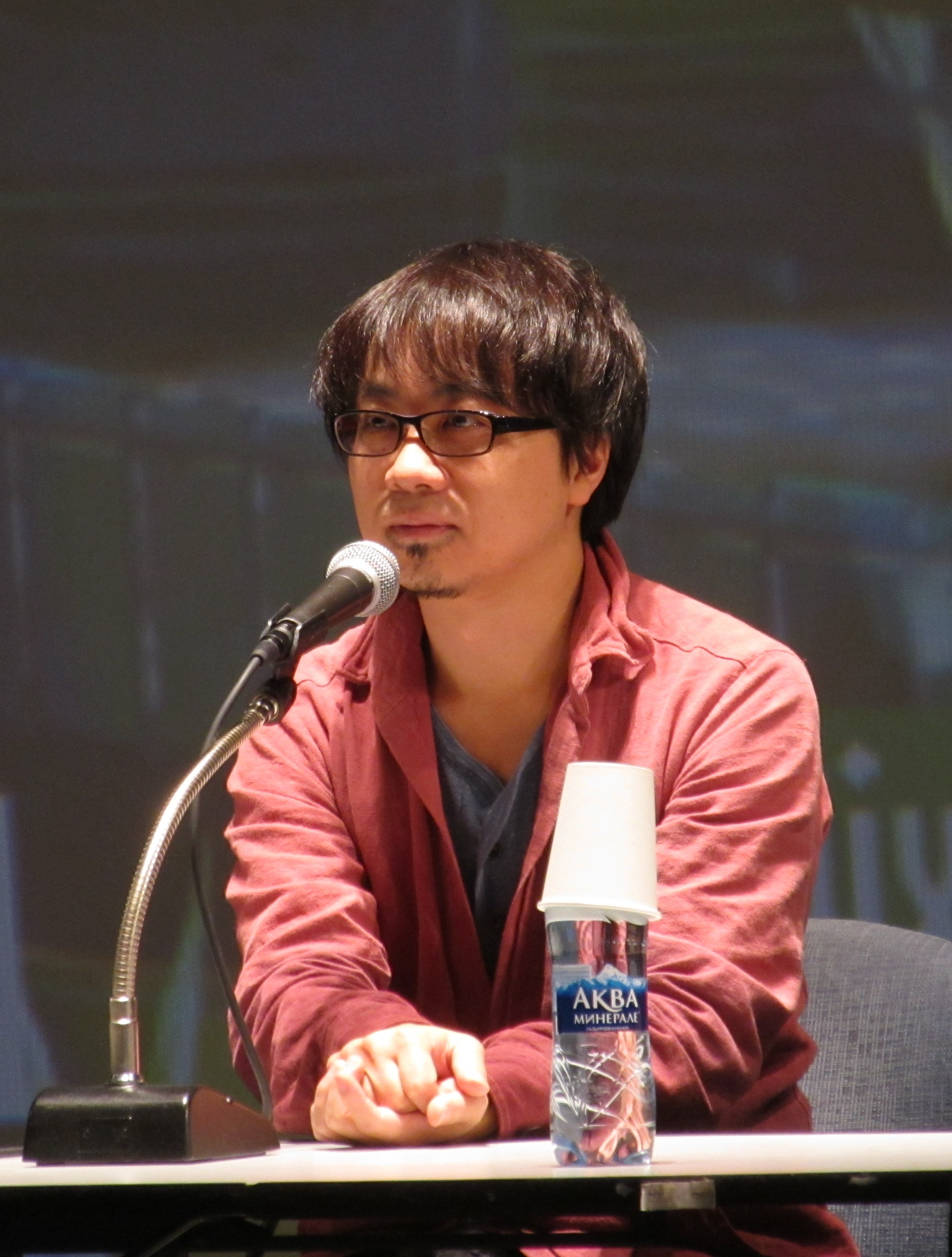
本片的導演新海誠，照片攝於2013年

動畫畫面的製作從2005年9月開始，9月1日新海誠首先邀請作畫監督西村貴世加入，西村是CoMix Wave執行製作人伊藤耕一朗介紹來的人。新海誠和西村兩人先開始畫，新海誠負責背景美術，而西村則負責畫角色，就這樣摸索了一段時間。之後一個女工讀生加入團隊擔任助理，主要美術人員馬島亮子隨後也加了進來。西村和馬島都是從《雲之彼端，約定的地方》開始參與的人員。四人反覆試錯至2005年12月，2006年開始增加更多人手，並且逐漸加快製作進度。
本作有許多人員沿用自前作。美術人員廣澤晃經由《雲之彼端，約定的地方》進入CoMix Wave Films工作，並順勢參與本片。曾在《雲之彼端，約定的地方》負責美術的丹治匠在完成電影《日本沉沒》後遲進劇組，那時製作進度已到四分之一左右。真人電影出身的背景人員島田美菜子是被廣澤邀請來的新成員，負責第二話和第三話的背景，雖然會Photoshop，但本片需要的技巧和真人電影不同。東京藝術大學畢業的泉谷香織也是經由廣澤介紹，她對Photoshop的認識較淺，所以剛開始1個月只有負責幫人物上色，一邊向其他成員學習。
最忙的時段是最後3、4個月，那時有13名工作人員至新海誠的工作室幫忙。工作室不大，不只擁擠還電力不足。為了解決電力問題，團隊在附近租了一間單房公寓，讓負責上色的幾名工讀生改去那邊工作。沒辦法來澀谷的原畫和動畫師留在自家工作，最後留在工作室的都是原畫、美術修飾和攝影方面的主要人員。2006年9月，新海誠的主機Power Mac G5 quad無預警當機，丟失了1TB的硬碟檔案，雖然因為有備份而未影響電影製作，但私人檔案和粉絲郵件損失不少。2006年11月，製作進入最後的重要關頭。2007年1月23日，全片製作完成，一共耗時1年5個月。此次的製作過程不像《雲之彼端，約定的地方》那樣緊湊焦急，氣氛較好，且週六週日可以完全休息。新海誠稱這次的製作體制相當接近理想，製作過程算是四平八穩，工作人員沒有激烈爭執，也沒有發生什麼特別幸運的事情。他也自稱很高興能製作這樣一部描寫日常生活的作品，其實就連製作過程都好比是日常生活一般。本片約有950個鏡頭（カット）、2萬5000張原畫。
在畫圖的方向上，新海誠表示想畫出比前作更柔和的作品，此次也拿捏了作畫密度，沒有刻畫太多細節。新海誠原本打算整部作品都先用鉛筆打線稿，再掃描進電腦裡去畫，不過最後只有第一話的分鏡稿用類比方式完成，第二話起就改成類比與數位混用。劇組製作本片時，硬體方面有多種型號的Power Mac G5、30英吋的Apple Cinema Display和數台iMac，軟體則有Adobe After Effects 6.5 Pro（用於影像製作）、Adobe Photoshop CS2（用於圖像編輯）和NewTek Light Wave 3D 8.5（用於製作3DCG）。Photoshop是新海誠一直以來使用的繪圖軟體，他有考慮過使用較為主流的軟體，但其他的都不適合，所以作罷。

### 場景繪製
本片的背景美術由西村和馬島等舊班底擔任主要人員。背景美術採用Adobe Photoshop繪製，為了統一筆觸而都是使用相同設計的特別筆尖。部分構圖是以取景時拍的實景照片為參照，美術人員在繪製的同時會反覆將照片與構圖重疊對照。如果沒有照片為範本，則只能用原畫人員畫的構圖來畫；另外也有使用3DCG完成的構圖。據新海誠的說法，本片整體來說有四成的鏡頭是參照實景照片畫成的。本片在作畫時經常利用圖層功能，將不同的物件畫在不同的圖層以利處理。製作團隊有時會在同樣的一張底稿加上不同的效果，例如同一個風景第一次出現時是晴天的樣子，加入雨的動畫則變成雨天的樣子。背景的色彩和畫面結構都經過精心安排，以求呈現角色當下的心情，光影亦是烘托氣氛的媒介之一。
第一話「櫻花抄」的第一段場景是貴樹和明里童年居住的東京城鎮。貴樹和明里的通學道路是本片第一張完成的美術圖，以參宮橋站前的雜木林為原型。兩人許下約定的平交道乃是參考自參宮橋站附近真實存在的私鐵平交道。明里打電話的電話亭的藍本位在東京乘馬俱樂部前的十字路口。下一段場景以學校為主。教室中的課桌椅並非使用實景照片，而是仰賴3DCG完成底稿，在製作成動畫時使用了Cel Hermony技術，消除與手繪的人物賽璐珞畫之間的不協調感。小學的圖書室中出現的每一本書，其上面的文字都是由作畫人員一個一個畫上去，下一段出現的電車時刻表也如此，相當費工。
貴樹去找搬到鄉下的明里時，搭乘的電車是以關東的私鐵和JR路線為原型，車型有205系和湘南色的115系。這些電車都是以3DCG製作，表面的紋理則考慮到和角色原畫的協調度，由美術人員繪製。團隊考究了部份舊形電車的款式，搭車行程也經過製作團隊的計算。電影中出現多個車站，包含豪德寺站、新宿站、武藏浦和站、大宮站、久喜站、野木站、小山站。對於貴樹等車的私鐵站內部，製作團隊在繪製背景前考察了劇中時代（1994年）時的售票機、票價表和指示物等，同時也沒有完全按照實景照片，而是考慮到時期、季節和人物心理狀態。窗外的景色流動部分以3DCG呈現，也有的會看情況使用Slide（滑動）處理素材。小山站的一家立食店在電影中出現，並因此成為影迷朝聖的景點，目前已於2022年停業。貴樹最後抵達偏僻的岩舟站與明里相會，畫面多以藍色為基調，呈現冬天偏鄉地區的景觀。主要場景為岩舟站附近的木造車站和候車室，不過因為物過境遷，該站自2003年起就無人管理，現在的樣貌和劇中描寫的舊樣貌差很多。候車室是製作團隊原創的產物。
貴樹與明里告別後進入第二話「太空人」，主舞台轉為種子島上貴樹就讀的鹿兒島縣立中種子高等學校，該校目前已於2010年閉校。製作團隊至當地勘景時有獲得校方協助。第二話裡花苗和貴樹常去的便利商店是現實中的「石堂大平店」。兩人在店裡買了真實存在的飲品，劇組經過生產商的同意，因此可以在片中使用其標誌。片中花苗和衝浪社衝浪的海岸參照中種子町間面向太平洋的中山海岸一帶，此安排和現實相符合。高潮發生在貴樹和花苗在回家路上看見H-IIA運輸火箭從種子島宇宙中心發射。當初劇組在實地勘查時沒有親眼見到該火箭發射的過程，不過在電影中為了戲劇效果還是畫了出來。火箭的噴射煙由動畫師繪製，為呈現火箭亮度的衰減，事先畫了多張不同亮度的天空背景。
第三話「秒速5公分」中，出社會後的貴樹住在東京的中野區坂上一帶。住家內的桌子擺設參考自新海誠自己的桌子。下一個場景是貴樹在東京都內遊蕩，範圍是新宿到代代木一帶，景觀大致按照現實描繪。最後一段伴隨著歌曲One more time, One more chance，畫面快速切換，穿插著回憶片段、東京的各個景色、兩人在兩地各自的畫面，以及前兩話出現過的場景。東京的景色涵蓋很廣，可以看到NTT DoCoMo代代木大廈等地標。因為畫面切換快速，且還要搭配音樂，故分鏡安排相當重要。當中穿插有第二話沒有描寫到的貴樹離開種子島的畫面，場景設定是種子島機場，畫面中貴樹乘坐的民航YS-11機為參考實地照片繪製而成。尾聲，貴樹重回童年時他和明里一起去過的平交道，和疑似明里的女子擦肩而過。第三話開頭貴樹整體的色調陰暗沈重，和女子擦身而過時，則轉為柔和的明亮色彩。
- 第一話「櫻花抄」裡出現的115系電車，圖為岩舟站小山方向（攝於2007年）
- 第一話「櫻花抄」裡出現的岩舟站月台（攝於2012年）
- 第一話「櫻花抄」裡出現的岩舟站大廳（攝於2007年）
- 第二話「太空人」裡花苗和貴樹在放學路上常去的便利商店「石堂店」（攝於2017年）
- 第二話「太空人」裡花苗和貴樹就讀的鹿兒島縣立中種子高等學校（日语：鹿児島県立中種子高等学校）（攝於2007年）

### 配音
男主角遠野貴樹的配音員由男演員水橋研二擔任。新海誠在1999年看過水橋主演的真人電影《月吟》後對他的聲音的魅力感到印象深刻，因為之後一直沒有機會和他見面，於是這次就邀請了他。新海誠起初擔心水橋有沒有辦法同時配大人和小學生的聲音，實際見識到他的能力後就放心了。其他女聲優是以類似MD選角的方式來選出。小時候的明里由近藤好美配音。新海誠表示她在MD裡錄了一段台詞，聽完之後覺得這個人的表演並不適合，但察覺到聲音中有10多歲少女的特質，並感到印象深刻。之後明里的聲優遲遲沒有著落，新海誠於是主動和近藤見一次面，並發現到她身上還有許多特質，正好符合期望。
找到近藤後，接下來要找的是明里長大後的聲優。新海誠也有請近藤錄了長大後的明里的台詞，聽後覺得女孩的感覺還殘留著，沒辦法詮釋成熟的明里。後來新海誠偶然認識了尾上綾華，她一口氣符合了新海誠在選擇成人明里聲優的兩大嚴格條件：音質很像近藤以及聲音成熟、沒有稚氣，於是就讓她來配音。正好近藤和尾上所屬的經紀公司是同一家，兩人私底下也情同姊妹。花苗的聲優花村美的錄取經過和近藤相似，新海誠一開始聽到MD時覺得她的演技誇大不適合，但有某種特質令他留下印象。後來真的找不著花苗的聲優時，新海誠與她實際見過面，認為她只要能自然地表現自我就會很適合花苗，所以讓她錄取。
因為一旦錄完配音就不能再修改動畫，新海誠表示自己當時在配音現場相當緊張。新海誠沒有配音的經驗，不知道怎麼向聲優下指示，所以他繼《雲之彼端，約定的地方》之後再度找來資深聲優三矢雄二來協助錄音作業進行。三矢除了協助指導聲優外，也會營造氣氛和進行程序。新海誠表示，多虧有他才能在2天內完成錄音，不然可能會花到1個星期甚至更久。

### 音樂
- 主題曲One more time, One more chance
作詞、作曲、編曲、主唱：山崎將義

企劃一開始時是10部短片的合輯，新海誠本來打算讓每部短片都有各自的主題曲，並且會挑選為人熟知的歌曲，讓觀眾獲得較大的滿足感。隨著企劃發展成3部短片集結成的同一部作品，主題曲也變成只能選擇一首，而新海誠最後選擇了很喜歡的《月亮與高麗菜》電影主題曲One more time, One more chance，由山崎將義演唱。原因除了發表年代正好符合第一話中貴樹和明里所處的時代以外，歌曲的主題也完全契合電影。新海誠向山崎的公司提案，很快就獲得本人的許可。本片也使用了日本搖滾樂團LINDBERG的1996年單曲，是花苗姊姊車上播的音樂。
本片的配樂由新海誠長期合作的友人天門操刀。電影原聲帶收錄在2007年7月19日發行的特別限定生產版DVD-BOX當中，共有11首曲子，總長約28分鐘。另外，單曲《One more time, One more chance 秒速5公分特別版》於2007年3月3日發售，包含原曲、自彈自唱版和一首本片的曲目。
| 「秒速5公分」Soundtrack | 「秒速5公分」Soundtrack                     | 「秒速5公分」Soundtrack |
| 曲序                    | 曲目                                        | 时长                    |
| ----------------------- | ------------------------------------------- | ----------------------- |
| 1.                      |                                             | 4:51                    |
| 2.                      |                                             | 1:41                    |
| 3.                      |                                             | 1:09                    |
| 4.                      |                                             | 2:19                    |
| 5.                      | kiss                                        | 3:13                    |
| 6.                      |                                             | 1:47                    |
| 7.                      |                                             | 1:40                    |
| 8.                      |                                             | 2:00                    |
| 9.                      |                                             | 1:41                    |
| 10.                     | END THEME                                   | 2:52                    |
| 11.                     | One more time,One more chance PIANO version | 5:00                    |
| 总时长：                | 总时长：                                    | 28:13                   |

## 上映
約在2006年3月時，新海誠在個人網站上公布新作品的前導資訊，表示該片將由三部十幾分鐘到幾十分鐘長的獨立短篇構成，總長約60分鐘，目前仍在製作，預計於2006年上映，片名未定。網站上也同步釋出數張劇照以及草圖，標語是「我們眼前還有著過於龐大的人生以及茫然的時間，讓我們無能為力，阻擋在我們面前。」。2006年7月10日，電影的官網在Yahoo架設，公布片名為，並定檔2007年早春在東京澀谷的Cinema Rise上映。官網上的首波情報包含三部短篇的劇情簡介，首支45秒預告也在當天於官網上獨家釋出，包含畫質普通的串流版，以及在新海誠的要求下製作成HD高畫質（1280×720）的下載版。新海誠個人網站上的新標語是「究竟要以什麼樣的速度活下去，才能再度見到你？」。2006年8月18日官網更新。
2006年11月20日，官網獨家釋出新預告，片長1分39秒，以山崎將義演唱的主題曲One more time, One more chance為配樂。聲優陣容和製作團隊的情報同步公開，亦追加了第二話和第三話「秒速5公分」的劇照。2007年1月23日，官方Blog透露本片已預定於該年3月上映。2007年2月1日，製作團隊在東京舉辦了首次內部試映，僅開放劇組成員觀賞。2月5日，官網宣布本片將於該年3月3日在Cinema Rise先行上映。該次同時也公開新的劇照，並宣布將於該年2月16日至19日間開放Yahoo! Premium和Yahoo! BB會員免費觀賞第一話「櫻花抄」。3月3日電影上映，並陸續擴展到全國的單館系影院，新海誠也開始到各地影院問候觀眾，6月23日行程告一段落。
2022年9月6日，東寶宣佈為紀念《鈴芽之旅》上映，本片於9月30日起以IMAX方式限定重映，亦是本片首度IMAX化。

### 家用媒體
2007年6月18日宣布將發行DVD。本片的DVD於2007年7月19日發售，分成通常版（編號CWF-0101）和特別限定生產版DVD-BOX（編號CWF-0102），通常版為單片裝，內容為本篇DVD和一本8頁手冊，限定版則包含本篇DVD、特典DVD和原聲帶CD，附錄有20頁手冊和劇場膠卷。DVD-BOX在發行首週登上OriconDVD綜合榜的第三名，僅次於《星際寶貝：終極任務》和發行第三週的《地海傳說》，隔週則排名第七。2007年10月19日發售租用版DVD。
2008年2月6日，宣布本片的BD（編號CWF-0502）和HD DVD將於該年4月18日推出，與新海誠前作《雲之彼端，約定的地方》同時。然而在2月下旬，因為HD DVD的主要公司东芝宣布結束相關產業，CoMix Wave改以初回限定生產的形式發行HD DVD。報導也稱，本片和《雲之彼端，約定的地方》可能會是最後兩部以HD DVD格式推出的日本動畫。根據亞馬遜日本在2007年12月1日至2008年5月31日間的BD銷量排行，本片排名第三，僅次於《惡靈古堡》三部曲套裝和《加勒比海盗3：世界的尽头》。而在2008年年度統計中，本片的BD排名第四，僅次於《超时空要塞Frontier》第一卷、《Code Geass 反叛的魯路修 R2》第一卷和《印第安納瓊斯：水晶骷髏王國》。截止至2011年11月中旬，BD和DVD的合計銷量已達到10萬份。2011年11月18日，本片的國際版BD發行。

### 海外發行
2007年5月7日，本片獲選為韓國首爾國際卡通與動畫展（SICAF）的開幕影片。6月30日，本片在加州長灘舉行的Anime Expo上進行美國首映，8月登場於達拉斯亞洲影展。10月，本片在西雅圖的Grand Illusion Cinema有限上映，聖地牙哥亞洲影展也放映了本片。11月，本片在加拿大的滑鐵盧動畫影展上展出。2008年3月，本片於紐約國際兒童影展上放映，預售票供不應求，並因此加場。4月，阿姆斯特丹奇幻影展放映本片。2008年6月20日，英國電影協會（BFI）在倫敦BFI Southbank舉辦《秒速5公分》放映會，新海誠獲邀在現場與觀眾對談。
2007年6月21日，ADV Films宣布取得《秒速5公分》的美國代理權，是該公司第三次代理新海誠的作品。美國版家用媒體於2008年3月4日發售，同年7月絕版。在台灣，本片由普威爾國際代理，自2007年8月31日在台北的一家劇院上映三周，2008年1月30日發行VCD、普通版DVD和限定版DVD，2020年由威秀影城重映。在香港，本片先於2007年8月在夏日國際電影節上映，9月20日在兩家電影院有限上映。香港地區的DVD與VCD由亞洲影帶發行，DVD於2007年11月16日發售。

## 迴響

### 評價
日本影評人前田有一給予本片85分（滿分100分）的好評，稱讚本片的完成度在人情劇動畫中數一數二，並推薦給所有忘不了舊戀人的男性。前田讚賞本片高明地表現出約會即將遲到的焦急和無力感，並指出劇情看似描寫一名忘不了初戀情人的純情男子，但一些線索顯示那只不過是太過強烈的自戀而已，使電影有一種不直接、不單純的深奧感。前田高度欣賞電影的精緻畫面，只感嘆這些畫面停留得不夠久，還來不及享受。另一方面，前田也點出，本片有獨白過多的情形，不過青澀感也可說是本片的一味。2016年，日本動畫研究者冰川龍介將本片列為十部「影響你今後看待事物方式的日本動畫電影」之一。
搞笑藝人田村淳相當喜歡《秒速五公分》，曾表示：「（新海誠的作品）時間流動很特別，看完後有種被淨化的感覺。」2014年，愛情片《恋空》的導演今井夏木在廣播節目的網站對本片發表評論，表示她當時拍完《戀空》後看了《秒速五公分》，覺得兩部電影的共同點很多，並稱後者雖然是日本動畫，但卻是「完全的大人向作品」。她也自稱對《秒速五公分》不同於一般日本動畫的美麗畫面感到驚訝，特別是天空。任教於又石大學的韓國詩人安度昡在《韓民族日報》上撰文評論本片，稱本片有著櫻花如雨的抒情美景、初戀的感覺、對感情變化的細膩描繪，並且讓人實際感受到時間流逝，是一部美麗的電影。
《綜藝雜誌》影評人羅尼·舍布（Ronnie Scheib）在影評中稱：「這首細膩、沐浴在光線中的詩作生動地捕捉了失去的童年約定，創造力肯定沒少，即使只是要確保小眾作品的定位。」但舍布也批評，新海誠用一首做作的日本流行歌來搭配片尾的回憶蒙太奇，不適合他鋪陳的逐漸消逝的意象。《日本時報》的馬克·席林（Mark Schilling）給予本片4顆星（滿分5顆）的好評，指出新海誠在本片雖沒有宮崎駿等級的想像力，但他善於揭開日常的面紗，展現一般人在生活中極少查覺到的朦朧且淒情的美麗。另一方面，席林批評，主人翁的大量畫外音雖有淒美的抒情感，但有些過量。《西雅圖時報》的傑夫·香農（Jeff Shannon）在影評中稱，新海誠用日本動畫來打造人情戲碼，擴展了日本動畫的視界，並表示：「新海誠可能被指摘成賣弄濃稠傷感的傷心詩人，畫外音有些過份花俏，奉承討好的鋼琴配樂無濟於事；但他挑動情感的手法相當精細，可讓有接受到的觀眾鼻酸流淚。」Mania.com的編者克里斯·貝佛里奇（Chris Beveridge）將本片列為「十部非出自宮崎駿之手的優秀日本動畫電影」之一。2022年4月，「Japan Web Magazine」評選30部不限年份的最佳日本動畫電影，《秒速5公分》排名第7名，同年在《Paste》評選前100名不限年份的最佳日本動畫電影裡，排名第54名。

### 票房
《秒速5公分》於2007年3月3日在Cinema Rise開畫，頭兩天創下觀眾2955名、3,205,600日圓收益的紀錄，場刊、海報等收益亦有2,091,350日圓。本片於香港夏日國際電影節展出時，2007年8月8日和8月19日在香港科學館演講廳的兩個場次都滿座，門票開售兩小時旋即被搶購一空。

### 榮譽
| 日期                | 國別     | 獎項/活動/頒獎單位    | 類別                                          | 獲獎或入圍者                    | 結果 | 来源                    |
| ------------------- | -------- | --------------------- | --------------------------------------------- | ------------------------------- | ---- | ----------------------- |
| 2007年11月13日      | 澳大利亞 | 第1屆亞洲太平洋電影獎 | 最佳動畫長片                                  | 《秒速5公分》（由川口典孝領獎） | 獲獎 | [ 193 ] [ 194 ] [ 195 ] |
| 2008年1月15日至20日 | 義大利   | 未來影展              | 蘭吉雅白金大獎（Lancia Platinum Grand Prize） | 《秒速5公分》                   | 獲獎 | [ 196 ] [ 197 ]         |

### 抄襲事件
2009年，中国中央电视台所播放的动画《心灵之窗》被指疑似盗用《秒速5厘米》的部分画面。

## 相關媒體

### 小說
《小說·秒速5公分 A chain of short stories about their distance.》
由新海誠本人撰寫，於Media Factory雜誌《達文西》2007年5月號（2007年4月6日發售）開始連載，10月號（10月6日發售）完結。新海誠大約從2007年3月，也就是本片上映的同時開始寫作，之後四個月內除了巡迴各地外就是寫小說。單行本由Media Factory在2007年發行，經過多達17次再刷後，文庫本於2012年推出。書籍版的內容劃分成與劇場版標題相同的三話，前兩話分別以遠野貴樹、澄田花苗的視角展開劇情，第三話用第三人稱敘事。故事大致上與劇場版相同，不過增加了一些劇場版中沒有呈現的情節，尤其是和水野有關的劇情。水野在動畫裡只有短暫出現，新海誠曾稱，水野是讓他特別掛念的角色，也是他喜歡的類型。2018年10月5日，小說的有聲書版於亞馬遜日本發行，三話依序由水橋研二（聲演貴樹）、花村美（聲演花苗）和水野理紗（聲演水野）朗讀。
|              | KADOKAWA                                                                  | KADOKAWA                                                                                      | 尖端出版                                     | 尖端出版                                                      | 上海译文出版社 | 上海译文出版社         |
| 初版發售日期 | ISBN                                                                      | 初版發售日期                                                                                  | ISBN                                         | 初版發售日期                                                  | ISBN           |                        |
| ------------ | ------------------------------------------------------------------------- | --------------------------------------------------------------------------------------------- | -------------------------------------------- | ------------------------------------------------------------- | -------------- | ---------------------- |
| 全           | 2007年11月16日（單行本） 2012年10月25日（文庫本） 2016年2月25日（新裝版） | ISBN 978-4-8401-2072-2（單行本） ISBN 978-48401-4857-3（文庫本） ISBN 9784041026168（新裝版） | 2011年12月（單行本） 2021年6月17日（新裝版） | ISBN 978-957-10-4532-0（單行本） ISBN 9786263068681（新裝版） | 2013年3月1日   | ISBN 978-7-5327-6080-0 |

《秒速5公分 one more side》
由加納新太撰寫，由enterbrain於2011年發行。和新海誠版小說一樣，分為與劇場版標題相同的三話，第一話改以篠原明里的視角敘事、第二話改用遠野貴樹的視角，符合書名「one more side」（另一邊）。截止至2011年11月，加納版小說和新海誠版的銷量合計已有10萬冊。
| 冊數 | enterbrain    | enterbrain             | 尖端出版                             | 尖端出版                                          | 磨铁图书、北京联合出版公司 | 磨铁图书、北京联合出版公司 |
| 冊數 | 初版發售日期  | ISBN                   | 初版發售日期                         | ISBN                                              | 初版發售日期               | ISBN                       |
| ---- | ------------- | ---------------------- | ------------------------------------ | ------------------------------------------------- | -------------------------- | -------------------------- |
| 1    | 2011年5月20日 | ISBN 978-4-04-727307-8 | 2013年3月13日 2021年10月14日（新版） | ISBN 978-957-10-5150-5 ISBN 9786263068698（新版） | 2013年8月25日              | ISBN 978-7-5502-1643-3     |

### 漫畫
漫畫版由清家雪子作畫，同時也是他的出道作。漫畫於講談社雜誌《月刊Afternoon》2010年7月號（2010年5月25日發售）開始連載，2011年5月號完結，全11話，單行本共2冊。漫畫版的結局有不同的描寫：貴樹在平交道轉身離去後，小時候的明里在平交道的對面揮手送別。另外在最終話中，長大後的花苗前往東京找貴樹，並在公園坐著休息時看見貴樹的身影，一臉驚訝地站起身。截止至2011年11月，漫畫單行本銷量已達到13萬冊。
| - 第1話「櫻花抄（）」（2010年7月號） - 第2話「焦躁（）」（2010年8月號） - 第3話「回憶遙遠的過去（）」（2010年9月號） | - 第4話「無法傳遞的心情（）」（2010年10月號） - 第5話「太空人（）」（2010年11月號） |

| - 第6話「你心中的第一…（）」（2010年12月號） - 第7話「END THEME_1」（2011年1月號） - 第8話「END THEME_2」（2011年2月號） | - 第9話「END THEME_3」（2011年3月號） - 第10話「One more time, One more chance」（2011年4月號） - 最終話「空與海之師（）」（2011年5月號） |

### 製作資料書
《秒速五厘米官方分镜画集》
| 冊數 | KADOKAWA     | KADOKAWA               | 北京联合出版公司 | 北京联合出版公司   |
| 冊數 | 發售日期     | ISBN                   | 發售日期         | ISBN               |
| ---- | ------------ | ---------------------- | ---------------- | ------------------ |
| 全   | 2017年8月5日 | ISBN 978-404-105-883-1 | 2022年4月1日     | ISBN 9787559659064 |

### 朗讀劇
2020年9月17日，宣布本片將推出朗讀劇版，由東寶出品，作為朗讀劇改編企劃「讀愛」（恋を読む）的第三彈，腳本和演出都由「LOLO劇團」（ロロ）的主持者三浦直之操刀。朗讀劇定於該年10月21日至25日間在東京有樂町的HULIC HALL TOKYO上演。9月26日宣布15名演出陣容，分成5組在不同場次上場，為三位主角遠野貴樹、篠原明里和澄田花苗配音。朗讀劇一共演出13場，部分場次透過VOD平台直播。2020年10月27日宣布將於2021年1月17日起由日本電視台+頻道播出。
演出陣容
| 角色     | 演出者（按照演出日程排序） | 演出者（按照演出日程排序） | 演出者（按照演出日程排序） | 演出者（按照演出日程排序） | 演出者（按照演出日程排序） |
| 角色     | 第一組                     | 第二組                     | 第三組                     | 第四組                     | 第五組                     |
| -------- | -------------------------- | -------------------------- | -------------------------- | -------------------------- | -------------------------- |
| 遠野貴樹 | 入野自由                   | 海寶直人                   | 前山剛久                   | 梶裕貴                     | 黑羽麻璃央                 |
| 篠原明里 | 櫻井玲香                   | 妃海風                     | 鬼頭明里                   | 福原遙                     | 內田真禮                   |
| 澄田花苗 | 田村芽實                   | 山崎紘菜                   | 尾崎由香                   | 佐仓绫音                   | 生駒里奈                   |

- 全日程出演：篠崎大悟（LOLO劇團）、森本華（日语：森本華）（LOLO劇團）

### 真人版电影
2024年9月22日，新海诚表示《秒速5厘米》的真人电影版预计将于2025年10月10日公开上映，主演是《鈴芽之旅》中宗像草太的声优松村北斗，導演为奥山由之，劇本由鈴木史子担任。电影时长由动画版的63分钟延长为2小时。

#### 登場人物
- 遠野貴樹：松村北斗（幼少期：上田悠斗[233]、高校時代：青木柚[234]）
- 篠原明里：高畑充希[235]（幼少期：白山乃愛[233]）
- 澄田花苗：森七菜[234]
- 水野理紗：木龍麻生[234]
- 輿水美鳥：宮崎葵[234]
- 小川龍一：吉岡秀隆[234]

## 影響與後續
電影發行後，日本音樂家柏大輔因為看過本片，特地將自己創作的專輯寄送給新海誠。其後新海誠著手撰寫《言葉之庭》劇本期間播放他的專輯，更從後者的專輯《88》中遴選出幾首作為《言葉之庭》的配樂。
2013年，日本歌手歌曲友輝～Red Sky Homeland～的MV授權使用了本片的畫面。2020年，新海誠透過Twitter表示，由他執筆的小說版內容被使用於日本實踐女子大學的入學試題。電影裡出現的種子島亦成為遊客朝聖的旅遊熱點。

## 備註
1. 香港前譯「秒速5公分」[1]。
2. 亦被寫作「秒速五公分」。
3. ↑  原文：
4. ↑  角色名取自聲優[15]。
5. ↑  兼任第二話中花苗姊姊的聲優。
6. ↑  《你的名字。》也有出現一家，而且外觀相似[98]。
7. ↑  翻譯參考普威爾國際。原文：
8. ↑  翻譯參照普威爾國際，香港亞洲影帶代理則譯為「要用多快的速度活著，才能與妳再相見呢？」。原文：
9. ↑  原文：
10. ↑  原文：
11. ↑  原文：
12. ↑  譯者為黃彥彰
13. ↑  譯者為王炘鈺
14. ↑  此為中文版代理翻譯，若按照原文，應翻譯為「花苗的心情」。

### 引用作品
書籍
- (DVD封入特典 8P全彩解說手冊). 普威爾國際 （中文（臺灣））.
- (限定版DVD特典手冊). 普威爾國際 （中文（臺灣））.
- . 台灣: 行政院新聞局. 2008-12. （原始内容 (pdf)存档于2022-02-11） （中文（臺灣））.
- 新海誠. . 由黃彥彰翻译. 台北市: 尖端出版. 2011-12 [2007]. ISBN 978-957-10-4532-0 （中文（臺灣））.
- 新海誠 原作; 清家雪子 漫畫. . 由王明聖翻译. 台北市: 東販出版. 2011-12-01 [2011]. ISBN 978-986-251-601-0 （中文（臺灣））.
- ; .  . KADOKAWA. 2016-08-26. ISBN 978-4-04-895696-3 （日语）.
- .  , 编.  . : . 2017-06 （日语）.
- ; .  . 東京都: 秀和システム（日语：秀和システム）. 2017-06-24. ISBN 9784798050386 （日语）.
- 新海誠; CoMix Wave Films. . 由冯锦源翻译. 百花洲文艺出版社. 2018-01 [2016]. ISBN 978-7-5500-2491-5 （中文（简体））.
- 新海誠; CoMix Wave Films. . 由SCALY翻译. 台北市: 尖端出版. 2018-08-16 [2008]. ISBN 9789571079714 （中文（臺灣））.

影音
說明：「第〇分鐘處」指的是相關內容出現在影片的〇分鐘0秒至〇分鐘59秒之間
- 新海誠.   [新海誠訪談] (《秒速5公分》DVD特別收錄). 普威爾國際. 2007.

| 排序 | 章節名稱                    | 開始時間 |
| ---- | --------------------------- | -------- |
| 1    | [片名的由來].               | 00:00    |
| 2    | [關於「連作短篇集」的形式]. | 02:44    |
| 3    | [關於主題曲].               | 04:52    |
| 4    | [關於選角].                 | 07:03    |
| 5    | [配音現場的花絮].           | 14:10    |
| 6    | [這次的製作團隊].           | 16:17    |
| 7    | [關於外景採訪].             | 19:00    |
| 8    | [製作期間的花絮].           | 22:41    |
| 9    | [這次作品的新挑戰].         | 26:55    |
| 10   | [關於風景描寫].             | 31:39    |
| 11   | [關於距離·時間·速度的回憶]. | 33:36    |
| 12   | [對觀眾說幾句話].           | 35:55    |

## 延伸閱讀
- . .  (). June 2017, (240): 454–434. ISSN 0286-5718 （日语）.

## 外部連結
- 新海誠官方網站（页面存档备份，存于）（日語）
  - 舊官方網站（页面存档备份，存于）（日語）
- CoMix Wave官方網站（页面存档备份，存于）（日語）
- 互联网电影数据库（IMDb）上《秒速5公分》的资料（英文）
- 豆瓣电影上《秒速5公分》的資料 （简体中文）
- 秒速5公分（動畫）在動畫新聞網百科全書中的資料（英文）
- 秒速5公分（漫畫）在動畫新聞網百科全書中的資料（英文）
- 真人電影《秒數5公分》官方網站